# Timber Lakes
Timber Lakes is een plaats (census-designated place) in de Amerikaanse staat Utah, en valt bestuurlijk gezien onder Wasatch County.

## Demografie
Bij de volkstelling in 2000 werd het aantal inwoners vastgesteld op 289.

## Geografie
Volgens het United States Census Bureau beslaat de plaats een oppervlakte van
7,2 km², waarvan 7,0 km² land en 0,2 km² water.

## Plaatsen in de nabije omgeving
De onderstaande figuur toont nabijgelegen plaatsen in een straal van 20 km rond Timber Lakes.